# Ли, Филлис
Фи́ллис Ли (иер. 李芷菁, кант.-рус. Лэй Чичхи́н, кит.-рус. Ли Чжицзи́н; англ. Phyllis Lee; род. 6 сентября 1990) — гонконгская фигуристка, выступавшая в одиночном катании. Участница чемпионата четырёх континентов (2010) и серебряный призёр чемпионата Гонконга (2011).
Ли встала на коньки и начала заниматься фигурным катанием в возрасте двух лет. Вслед за ней к катанию приобщился её младший брат, Харри Ли, который впоследствии стал серебряным призёром чемпионата Гонконга (2014, 2016) и участником чемпионата мира (2011, 2012).
Филлис тренировалась под руководством Ин Чжао. Над хореографией и постановкой программ работала с Ци Цзя. В сезоне 2009/2010 фигуристка приняла участие в юниорском чемпионате мира, а также чемпионате четырёх континентов во взрослой категории.
Помимо катания она интересовалась танцами, пением, актёрским искусством и киносъёмкой. После завершения соревновательной карьеры Ли выступала в качестве судьи на гонконгских и международных соревнованиях по фигурному катанию. Являлась старшим тренером в одной из гонконгских секций фигурного катания.

## Программы и результаты
| Сезон     | Короткая программа  | Произвольная программа            |
| --------- | ------------------- | --------------------------------- |
| 2009/2010 | - «Secret» Джей Чоу | - «Por una cabeza» Карлос Гардель |

| Соревнования                  | 09/10 | 10/11 | 11/12 |
| ----------------------------- | ----- | ----- | ----- |
| Чемпионат четырёх континентов | 37    |       |       |
| Чемпионат мира среди юниоров  | 50    |       |       |
| Чемпионат Гонконга            |       | 2     |       |
| Asian Figure Skating Trophy   |       |       | 8     |